# ان‌جی‌سی ۳۳۷۷
ان‌جی‌سی ۳۳۷۷ (انگلیسی: NGC 3377) نام یک کهکشان است.